# Entität (Amateurfunk)
Entität (englisch entity), genauer DXCC-Entität, zuweilen auch WAE-Land, ist eine im Amateurfunk gebräuchliche Bezeichnung für Gebiete, die zumeist, aber nicht immer, mit Territorien von Ländern übereinstimmen, also Staatsgebiete darstellen.
Der Begriff ist hier allerdings etwas weiter gefasst als es gemeinhin üblich ist. Ähnlich wie im Fußball zählt beispielsweise das Vereinigte Königreich nicht als eine Entität, sondern England, Schottland, Wales und Nordirland bilden jeweils eigene Entitäten. Darüber hinaus zählen die Isle of Man, Jersey und Guernsey als weitere eigene Entitäten.
Um Verwechslungen mit Nationalstaaten zu vermeiden, hat es sich im Amateurfunk eingebürgert, die wörtliche Übersetzung des im Englischen üblichen Worts entities zu verwenden, also Entitäten. Zuweilen, insbesondere in Zusammenhang mit dem Erwerb von Amateurfunkdiplomen in Europa, beispielsweise dem Diplom Worked All Europe (WAE-Diplom), spricht man zur Vermeidung von Missverständnissen auch von WAE-Ländern.
Eine wichtige Anwendung des Ausdrucks Entität gibt es bei Amateurfunkwettbewerben (englisch Contest), wie beispielsweise dem DXCC-Diplom. Dabei gilt es, bestätigte Funkverbindungen (QSOs) mit anderen Funkamateuren in mindestens hundert verschiedenen Entitäten herzustellen.
Die zum Bezeichnen der DXCC-Länder üblichen Kürzel sind von ITU-Präfixen abgeleitet. Somit hat man bereits beim Hören eines allgemeinen Anrufs (CQ), bzw. sobald jemand auf ein eigenes CQ antwortet, anhand des Rufzeichens einen Anhaltspunkt, aus welcher Entität das Gegenüber funkt.
Andere Einteilungen der Erdoberfläche, die bei Amateurfunkdiplomen und -Wettbewerben eine Rolle spielen können, sind die ITU-Zonen, die CQ-Zonen sowie – strikt geometrisch – der QTH-Locator.